# Dyviks lövängar
Dyviks lövängar är ett naturreservat i Tyresö kommun i Stockholms län.
Området är naturskyddat sedan 2011 och är 17 hektar stort. Reservatet omfattar Dyviksmaren och sydostbranter på Brevikshalvön ner mot Ällmorafjärden. Reservatet består av hävdade lövängar och ädellövskog.